# Wolodymyr Ikonnykow
Wolodymyr Stepanowytsch Ikonnykow (ukrainisch Володимир Степанович Іконников, russisch Владимир Степанович Иконников Wladimir Stepanowitsch Ikonnikow; * 9. Dezemberjul. / 21. Dezember 1841greg. in Kiew, Russisches Kaiserreich; † 26. November 1923 in Kiew, Ukrainische SSR) war ein ukrainisch-russischer Historiker, Professor und Dekan an der St.-Wladimir-Universität in Kiew.

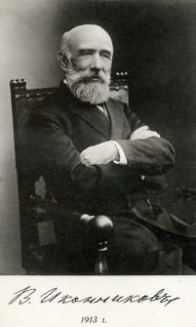
Wolodymyr Ikonnykow 1913

## Leben
Wolodymyr Ikonnykow ging zwischen 1852 und 1861 an der Kiewer Kadettenanstalt zur Schule. Von 1861 an studierte er an der Abteilung für russische Geschichte der Fakultät für Geschichte und Philologie der Universität Kiew, die er 1865 absolvierte. In den Jahren 1866/67 war er als Privatprofessor in Charkiw und 1867 in Odessa tätig.
Seinen Magister in Russisch verteidigte er 1867 und seine Dissertation in Geschichte 1869 an der Kaiserlichen Universität Neurusslands in Odessa.
Von 1868 an arbeitete er als Assistenzprofessor an der Universität Kiew, an der er 1870 außerordentlicher und 1871 ordentlicher Professor wurde. 1893 wurde ihm dort der Ehrentitel ausgezeichneter Professor verliehen. Von 1877 bis 1880 und erneut von 1883 bis 1887 war er Dekan der Fakultät für Geschichte und Philologie der Universität Kiew.
Ikonnykow war einer der Gründer und von 1873 bis 1877 sowie von 1893 bis 1895 Vorsitzender der Historischen Gesellschaft von Nestor dem Chronisten (Киевское общество летописца Нестора).
Zwischen 1904 und 1921 war er Vorsitzender der Kiewer archäologischen Kommission.
Als Chefredakteur der Kiewer Universitätsnachrichten war er in den Jahren 1873 bis 1913 tätig.
1893 wurde er korrespondierendes und 1914 Vollmitglied der Petersburger Akademie der Wissenschaften, 1920 wurde er Mitglied der Allukrainischen Akademie der Wissenschaften.
Er starb 81-jährig in Kiew und wurde auf dem Schtschekawyzke-Friedhof (Щекавицьке кладовище) beerdigt.

## Ehrungen
- 1871 Sankt-Stanislaus-Orden 2. Klasse
- 1874 Orden der Heiligen Anna 2. Klasse
- 1886 Orden des Heiligen Wladimir 3. Klasse
- 1890 Sankt-Stanislaus-Orden 1. Klasse
- 1916 Orden der Heiligen Anna 1. Klasse[1]